# Аликово (Красночетайский район)
А́ликово (чув. Уйпуç, Чиркӳллӗ Элӗк, Элĕк) — деревня в Красночетайском районе Чувашской республики. Входит в Большеатменское сельское поселение .

## География
Деревня Аликово расположена в 100 км от Чебоксар, в 8 км от райцентра Красные Четаи и в 6 км от центра сельского поселения Большие Атмени.
В западной окраине деревни протекает река Хонадарка, на востоке — река Мочкаушка с запрудой.

## История
Деревня была основана в 18 веке как выселки выходцами из села Аликово (Аликовский район). С 1780 до 1921 года деревня Аликово (Аликасы) Была в составе Курмышского уезда Симбирской губернии. С 1921—1927 гг входила в Батыревский уезд Чувашской АО. С 1927 года — в составе Красночетайского района. В 1929 году был создан колхоз имени Энгельса.
В 70-е годы 20 века в окрестностях деревни были найдены три каменных молотка ордынской эпохи.
В Великую Отечественную войну 1941—1945 гг на фронт ушли 181 житель д. Аликово. Только 99 из них вернулись.

## Население
| 2010 | 2012 |
| ---- | ---- |
| 271  | ↗343 |

## Инфраструктура
Аликовская начальная школа и детский сад были закрыты 05.05.2006. Ученики посещают Большеатменскую СОШ. Жителей деревни обслуживает ФАП в соседней деревне Мочковаши (открыт 17.08.2015г).
В октябре 2004 года в Аликово и соседние деревни был подведён природный газ. На 2015 год в Аликово числились 80 абонентов, потребляющих природный газ.
В Аликово располагаются улицы: Центральная, Мира, Солнечная, Заречная.

## Известные уроженцы
- Огаринов Иван Степанович (17.6.1918) — доктор геолого - минерологических наук, профессор (1972). Заслуженный деятель наук. (1918- 1988).
- Кашин Иван Петрович (21.02.1924) — фронтовик, председатель Аликовского исполкома сельского Совета (1952—1967).
- Тарасов Вениамин Филиппович (21.12.1929) — почётный труженик села.
- Ульянова Софья Николаевна (29.10.1925) — учитель, директор Аликовской школы (1948—1972). В 2015 году отметила 90-летний юбилей.[5]
- Ядуванкин Георгий Александрович (02.10.1931) — почётный труженик села[6].